# Fulgura
Fulgura war eine deutsche Automarke.

## Unternehmensgeschichte
Das Unternehmen Bergmann Elektrizitätswerke aus Berlin begann 1907 mit der Produktion von Automobilen mit dem Markennamen Fulgura. 1909 endete die Produktion. Erfolgreicher war Bergmann mit den anschließend in Lizenz von Métallurgique gefertigten Bergmann-Metallurgique.

## Fahrzeuge
Bei den Fahrzeugen handelte es sich um Elektroautos. Im Angebot standen sowohl Personenkraftwagen als auch Lieferwagen. Laut einer Quelle entstanden 1908 möglicherweise auch einige benzinbetriebene Fahrzeuge.